# 2262 Мітідіка
2262 Мітідіка (2262 Mitidika) — астероїд головного поясу, відкритий 10 вересня 1978 року.
Тіссеранів параметр щодо Юпітера — 3,329.